# Кінкажові
Кінкажові (Potosinae) — підродина ссавців ряду хижих, поширених в Америці, яка входить до складу родини Ракунові (Procyoninae). Підродина включає два роди і шість видів, які населяють тропічні ліси Центрального і Амазонського регіонів південної Америки.

## Класифікація
Підродина Кінкажові — Potosinae
- рід Кінкажу — Potos
  - вид Кінкажу — Potos flavus
- рід Олінго — Bassaricyon
  - вид Bassaricyon alleni — Олінго Алена
  - вид Bassaricyon beddardi — Олінго Бедарда
  - вид Bassaricyon gabbii — Олінго Ґаббі
  - вид Bassaricyon lasius — Олінго Харіса
  - вид Bassaricyon pauli — Олінго чірікський

## Галерея Кінкажових

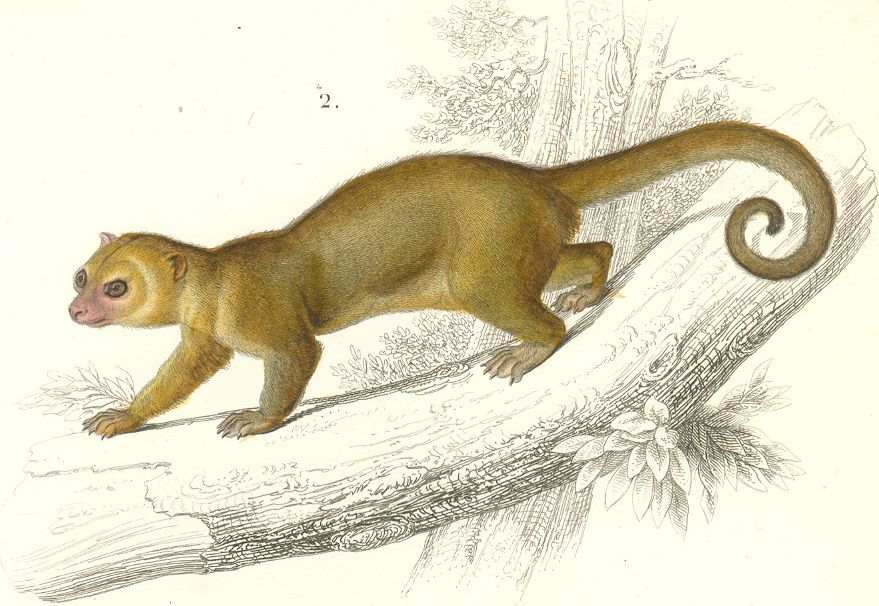
Кінкажу (Potos flavus)
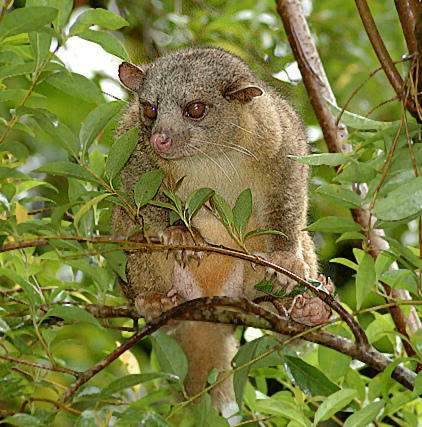
Bassaricyon gabbii

| Панда | Це незавершена стаття з теріології. Ви можете допомогти проєкту, виправивши або дописавши її. |